# 自然のめぐみ教室
自然のめぐみ教室（しぜんのめぐみきょうしつ）は、広く一般市民に対して、水・森の環境保全そして再生事業と、そこに住む魚達や野鳥の生態調査や多くの人に知ってもらうための講習会・セミナーによる教育事業など、魚・生き物そして自然が人間と共生できる豊かな社会の実現に寄与することを目的として2003年に認証された特定非営利活動法人（NPO法人）。自然のめぐみ教室「海のめぐみ教室」の室長はさかなクン、「地球・先史文明研究会浅川プロジェクト」の室長は浅川嘉富である。
事務局を東京都港区白金台3-16-8クレール白金台405に置いている。

## 趣旨
一人でも多くの人たちに、「すばらしい自然からの恵みを受けている」のかを伝えたい。
- 人間の視点ではなく、そこに生きる魚や鳥の視点で環境を見詰め直し、そこに住む生物を学び、自然のめぐみを理解し環境保護と育成を図る。
- 森や海に住む生物と接したり、自然に目を向けることを通して、自然と共存していく大切さを理解し、環境保護について一人一人が出来ることから実践できるよう啓蒙活動を行う。
- 子ども達に自然のめぐみ・不思議さに興味を持ってもらうように、やさしく簡単なことから自然の大切さを伝える。

## 主な活動
- 海の生態授業、海をテーマにした絵画コンクールと展覧会の実施、海辺の生物観察会
- 野鳥観察会、森林ウォーキングツアー
- ビーチクリーン活動、海の環境フォーラム
- ホームページの開設・自然環境団体と情報交流会
- 水族館及び自然環境団体との情報交換会
- 小冊子の編集発行
- 講演会
- 先史文明見学ツアーなど[2]

## クニマス
海のめぐみ教室の室長で東京海洋大学客員准教授でもあるさかなクンは、2010年、田沢湖において約70年前に絶滅したと思われていたクニマスの再発見に貢献している。

## 協力新聞・出版
- 朝日新聞（朝日小学生新聞）
- 毎日新聞（毎日新聞若者情報誌「くりくり」）
- 小学館（小学館の学習雑誌『小学一年生』 - 『小学四年生』）
- 学習研究社（科学と学習〈休刊〉）
- ベネッセコーポレーション（進研ゼミ小学講座「チャレンジ」）
- サンエイティ（月刊ダイバー）など[1]